# 陈文忠 (1970年)
陈文忠（1970年8月29日—），男，广西人，中国田径运动员，主攻短跑项目。1992年，他以10.24秒（W：+1.2）打破全国纪录，两年后，他在广岛亚运收获男子100米铜牌，1996年，陈文忠在全国田径大奖赛上海站将其保持的全国纪录提高到了10.20秒（W：0.0）。

## 100公尺前15好成績（Top 15）
- 不列入超風速、海拔超過1000公尺的成績

| 成績                    | 風速（公尺/秒） | 時間           | 地點                     |
| ----------------------- | --------------- | -------------- | ------------------------ |
| 10.20秒                 | 0.0             | 1996年4月20日  | 中国上海市               |
| 10.21秒                 |                 | 1996年4月20日  | 中国上海市               |
| 10.21秒                 | +0.8            | 1996年9月30日  | 中国北京市               |
| 10.24秒                 | +1.2            | 1992年10月17日 | 中国湖北省武漢市         |
| 10.24秒                 | 0.0             | 1997年10月18日 | 中国上海市徐匯區         |
| 10.25秒                 | +0.4            | 1993年5月13日  | 中国上海市               |
| 10.26秒                 | +1.6            | 1997年4月29日  | 日本廣島縣廣島市安佐南區 |
| 10.29秒                 | +1.1            | 1996年7月26日  | 美国喬治亞州亞特蘭大     |
| 10.30秒                 | +1.0            | 1994年4月29日  | 日本廣島縣廣島市安佐南區 |
| 10.32秒                 | -0.3            | 1995年8月5日   | 瑞典哥德堡               |
| 10.33秒                 | 0.0             | 1996年3月23日  | 中国廣東省廣州市         |
| 10.33秒                 | -0.8            | 1996年5月5日   | 中国江蘇省南京市         |
| 10.34秒                 | +0.1            | 1997年10月17日 | 中国上海市徐匯區         |
| 10.36秒                 | +2.0            | 1993年9月8日   | 中国北京市朝陽區         |
| 10.37秒                 | +0.8            | 1995年8月5日   | 瑞典哥德堡               |
| 平均約10.283036815047秒 |                 |                |                          |

## 外部連結
- 陈文忠在国际奥林匹克委员会的资料
- 陈文忠在的頁面